# Corse (langue)
Pour les articles homonymes, voir Corse (homonymie).
Le corse (autonyme : corsu, /ˈkor.su, /ˈkɔr.su/) est une langue romane étroitement apparentée au toscan, appartenant au groupe italo-roman et très proche des dialectes d'Italie centrale.

## Classification du corse

Les langues romanes.

Du point de vue sociolinguistique et pour les nationalistes corses, le corse est une langue à part entière. Jean-Baptiste Marcellesi parle à son sujet de processus d'individuation,,, tandis que l'Assemblée de Corse a délibéré en faveur d'un statut de coofficialité en 2013. Le corse est déjà reconnu dans la loi, notamment depuis la loi sur la Corse du 22 janvier 2002.
Du point de vue purement linguistique, il n'y a pas de consensus au sujet de la classification du corse en tant que langue à part entière. En effet, pour la majorité des linguistes, il n'entre pas dans la définition généralement admise de langue romane distincte du point de vue typologique (structural), étant donné sa forte proximité avec le toscan et, dans une moindre mesure, les dialectes sicilo-calabrais,,,,,. L'appellation de langue est jugée donc impropre par certains spécialistes des langues romanes, qui y voient une revendication politique sans fondement du point de vue linguistique, alors qu'elle est unanimement reconnue, par exemple, pour le sarde. L'île était historiquement et culturellement liée à la péninsule italienne du Moyen Âge jusqu'au XIXe siècle, et installée dans un système diglossique où le corse et le toscan étaient perçus comme deux niveaux sociolinguistiques d'une même langue.
Depuis les années 1960 le mouvement nationaliste corse milite généralement pour faire du corse une langue à part entière, compte tenu de l'unité relative de l'ensemble des dialectes insulaires. En dehors des publications de type nationaliste qui énoncent que le corse aurait évolué indépendamment très tôt (depuis le bas latin) jusqu'à notre époque en subissant seulement tout au long de son histoire les influences linguistiques des différents conquérants (Pise, Gênes), le statut toscan du corse, avec lequel il partage une ressemblance lexicale de l'ordre de 90 %, n'est remis en cause par aucun romaniste, malgré ses particularités et ses variantes. À l'opposé, il existe et a existé du contenu culturel corse en langue italienne tels que la revue A viva voce.
On notera que le corse a été influencé légèrement par la langue française depuis le XIXe siècle. On entend ainsi couramment sciuffore, aviò, travagliadore pour chauffeur, avion et travailleur au lieu de autista, aereo, lavoratore en italien.
Le corse reste proche de l'italien standard, qui, malgré des accents différents, permet une bonne intercompréhension. Le corse et l'italien, par l'affinité de leurs structures, forment ensemble un diasystème (ou langue par distance ou langue Abstand).

## Histoire
Selon Sénèque, une partie des habitants de la Corse et une partie de la langue parlée dans cette île au premier siècle de notre ère sont d'origine ligure.
En 828, la Toscane prend possession de la Corse et le toscan s'implante comme langue principale de l'île. L'arrivée de Gênes en 1282 ne remettra pas en cause cette suprématie, sauf dans quelques bastions où les génois sont majoritaires (Calvi, Bonifacio).
Jusqu'au début du XIXe siècle, avec la date clé de 1852 où seul le français devient officiel et où l'italien est proscrit, le corse et l'italien sont considérés comme deux formes d'une même langue (un diasystème), le corse étant la forme parlée, avec ses variantes locales, l'italien étant la langue écrite,,.
Ainsi, la constitution corse de 1755 de Pascal Paoli est rédigée en italien. Dans sa correspondance, Pascal Paoli affirme que la langue officielle de la Corse est l'italien et que le corse est un patois (vernacolo) de l'italien,. En 1770, les tribunaux fonctionnent en italien, comme les actes de notaires,,. En 1790, le Giornale patriotico di Corsica, qui diffuse les idées de la révolution corse, est en italien. En 1818, l'administration tient sa correspondance à la fois en italien et en français et la majorité des fonctionnaires d'état ne parle pas français. En 1823, les habitants du canton de Belgodère répondent noi siamo italiani (nous sommes Italiens) à l'inspecteur d'académie qui veut développer le français dans le canton.
Les auteurs lettrés comme l'administration française désigne jusqu'au XIXe siècle la langue maternelle des Corses comme l'italien,. Ainsi, un membre résident la Société d'instruction publique du Département de la Corse déclarera ainsi dans un discours à Bastia en 1820 : « L'idiome italien est celui que parle le peuple corse, le français celui du gouvernement et des fonctionnaires publics. On apprend le français à l'école, on parle italien en famille ».
À partir du Second Empire, l'enseignement en français se développe et le parlé corse se trouve davantage coupé de l'italien qui n'est plus non plus la langue administrative de l'île. Le couple langue/dialecte ne signifie plus rien, le corse est concurrencé par le français sur le terrain de l'oralité et tend à être perçu – notamment à travers le lent développement d'une littérature d'expression corse – comme une langue autonome.

## Répartition géographique des variétés du corse
Autrefois, chaque vallée parlait sa propre version du corse. Les deux principales formes parlées de corse que l'on peut distinguer sont celle de la moitié nord, appelée traditionnellement cismontano (en corse cismuntincu), et celle de la moitié sud appelée oltramontano (pumuntincu en corse). On distingue parfois également une zone dite de transition, dans la région d'Ajaccio. L'ensemble des variétés corses présente une relative unité, en ce sens que des règles au niveau de l'écriture permettent, par exemple, de passer de l'un à l'autre (langue-toit). La ressemblance du lexique entre le nord et le sud varie entre 79 et 89 %. Cette coexistence de l'unité et de la diversité a donné naissance au concept sociolinguistique de langue polynomique.

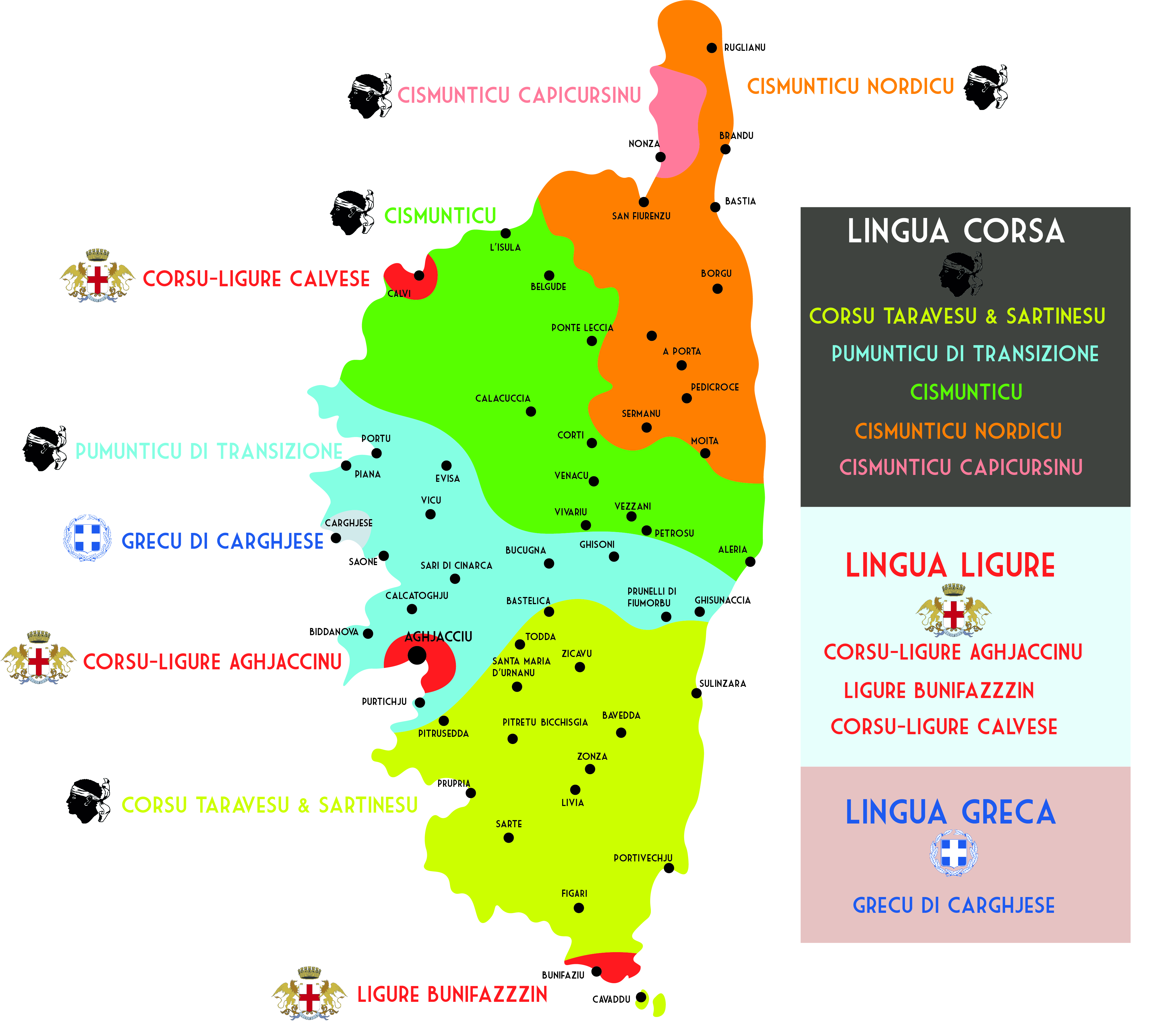
Langues et dialectes de Corse.
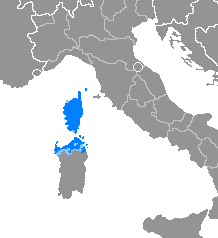
Extension géographique.
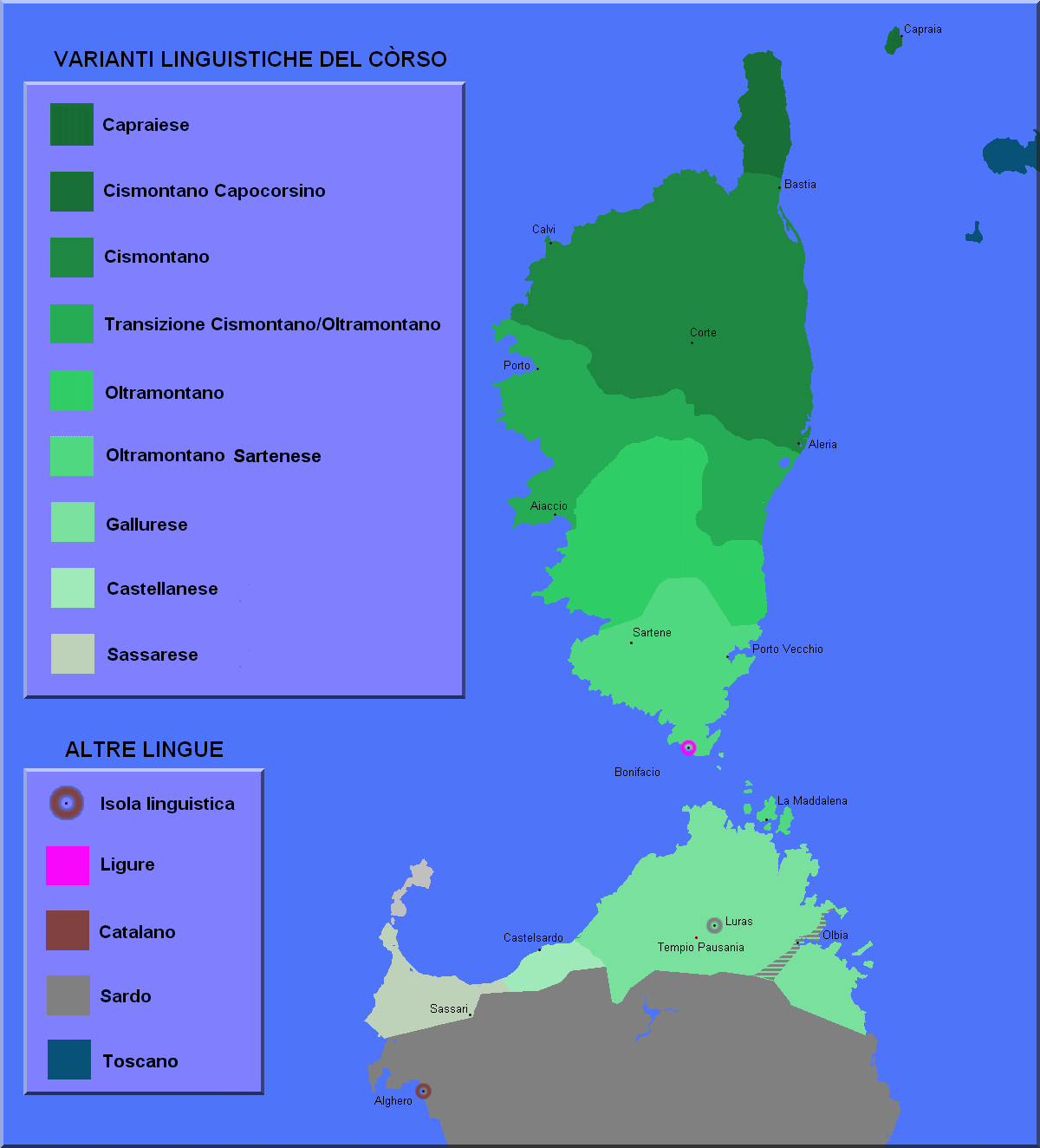
(it) Dialectes corses.

### Nord de la Corse
Les idiomes du groupe septentrional cismontano sont parlés sur une zone qui correspond plus ou moins à la Haute-Corse. On les retrouve dans le cap Corse, en Balagne, dans le Niolo, dans les régions de Bastia et de Corte et au nord d'une ligne reliant les villages de Piana, Vico, Vizzavona, Ghisoni et Ghisonaccia. Il y a cependant quelques petites différences. Dans le Cap, on utilise lu, li, la, le comme articles définis, comme en italien mais à la différence du corse. De même à Bastia, on dira ottanta, momento, oliva, ocello, alors qu'en Balagne, dans le Niolo et à Corte on dira plutôt uttanta, mumentu, tuccà, arechja, acellu[pas clair].
Tous ces dialectes ont en commun le -ebbe du conditionnel. De plus, les lettres associées « st » dans un mot se prononceront « cht » dans un bon quart nord-est de l'île : Bastìa s'y dira "bachti-a". Dans cette même zone, les « a », « e » et « o » précédant un « m » ou un « n » auront tendance à être largement nasalisés : pane se prononcera comme "pan-nè". Et au nord d'une ligne Sari-d'Orcino-Ghisonaccia, de nombreuses consonnes sont voisées lorsqu'elles ne suivent pas une syllabe tonique ni une consonne et ne sont pas en début de phrase : u San Petrone se prononcera [u zɑ̃ɱpeˈdrɔ̃nɛ].
Le dialecte parlé dans l'île de Capraia jusqu'au XXe siècle, aujourd'hui éteint, était largement similaire au corse voisin. Il y a aussi des caractéristiques communes avec les parlers de l'île d'Elbe, particulièrement dans la région de Chiessi et Pomonte.

### Zone de transition
Il existe une zone de transition dans laquelle on retrouve des phénomènes linguistiques associés avec le cismontano ou l'oltramontano. C'est le cas des dialectes des régions de Piana, Calcatoggio, Cinarca, Vizzavona (avec un conditionnel de type sud), Fiumorbo (avec le son [ɖ]), la région d'Ajaccio (pluriel féminins en i, son [ɖ] prononcé ghj, mots typiquement septentrionaux tels que cane et accattà au lieu de ghjacaru et cumprà, influence ligure), la région de Gravone, Bastelica et Solenzara (pas de préservation des voyelles courtes latines, seccu, rossu).

### Sud de la Corse
Les idiomes du groupe sudiste oltramontano sont parlés dans les zones de Sartène, Porto-Vecchio et au sud de la ligne formée par Porticcio, Bastelica, Col di Verde et Solenzara.
Des dialectes notables sont ceux de la région de Taravo (son retroflex -dd- en place de l'historique -ll- : frateddu, suredda, beddu; formes en famiglia, figliolu, vogliu; perte des vocales courtes du latin : seccu, peru, rossu, croci, pozzu), de Sartène (avec préservation des vocales courtes du latin : siccu, piru, russu, cruci, puzzu; modification du -rn- historique pour -rr-: forru, carri, corru; formes de type: piddà, famidda, fiddolu, voddu; imparfait en cantàvami, cantàvani; pluriel masculin en a: l'ochja, i poma;), l'Alta Rocca (similaire au nord de la Sardaigne), et l'intérieur du pays de Porto-Vecchio et Bonifacio (noms masculins toujours en u au singulier : fiumu, paesu, patronu ; noms masculins pluriels toujours en a : i letta, i solda, i ponta, i foca, i balcona ; l'imparfait de type cantàiami, cantàiani).

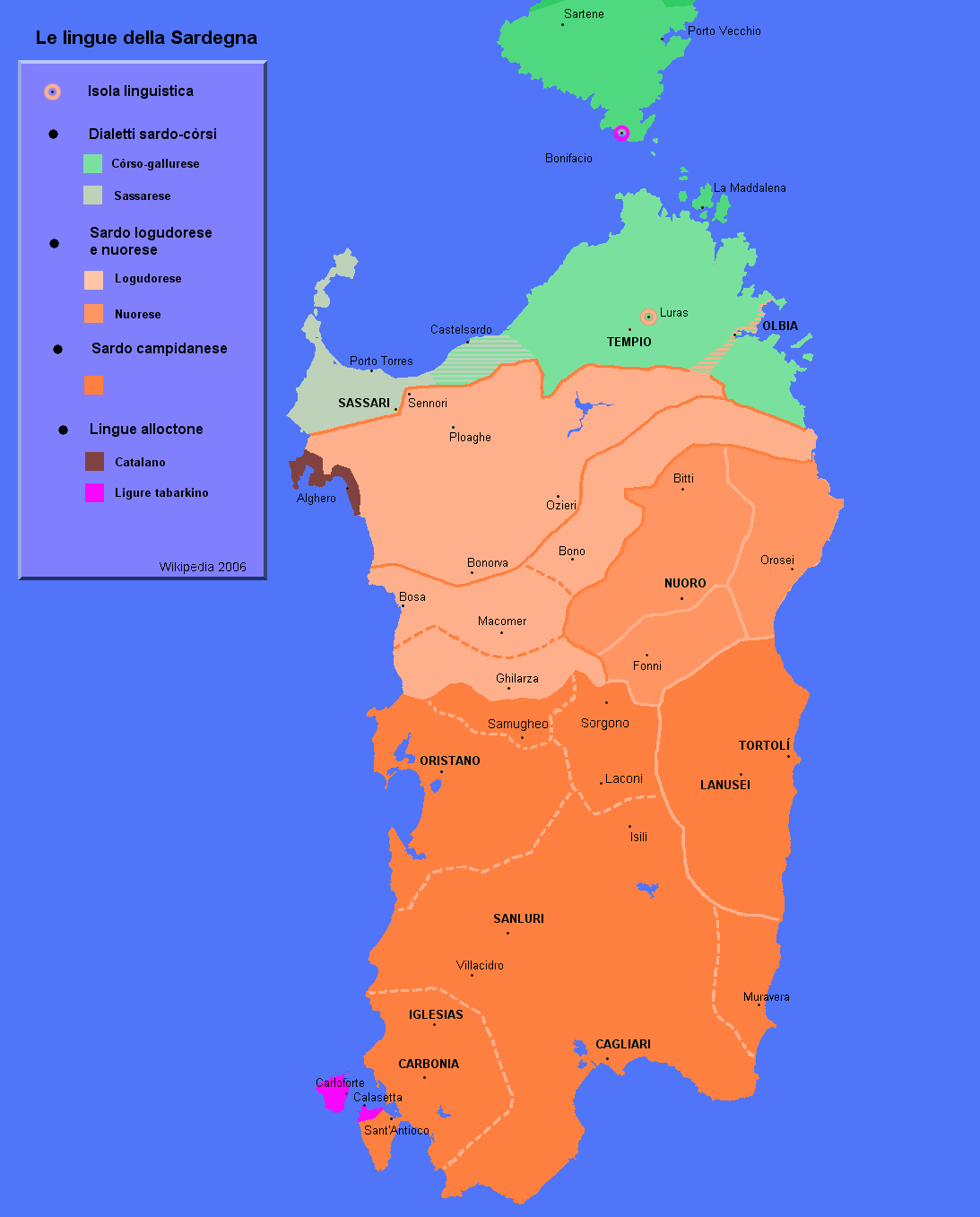
Le gallurais en Sardaigne.

L'oltramontano présente quelques caractéristiques communes avec les dialectes italiens méridionaux extrêmes de l'Italie méridionale. Ainsi, comme dans le Mezzogiorno, le son /è/ atone en finale d'un mot n'existe pas : u pastori ou a nazioni contre u pastore ou a nazione au nord.
Le corse du sud est souvent considéré comme plus archaïque linguistiquement, dans le sens où il a subi moins d'évolutions par rapport aux langues mélangées du passé, il a ainsi conservé le u final que l'on trouve en italien médiéval.

### Sardaigne
Du fait d'une ancienne et forte émigration de Corses sur l'île de la Maddalena, on y parle un corse similaire à celui de Sartène. Le gallurais, sassarais et le castellanais, dialectes du nord de la Sardaigne, sont également très proches des parlers du sud de la Corse avec lesquels ils forment un continuum linguistique.

### Exceptions
Les dialectes des villes fortifiées de Bonifacio (bonifacien) et de Calvi (calvais) ne sont pas du corse mais sont des dialectes liguriens hérités de la période génoise. Le dialecte d'Ajaccio a quant à lui été influencé par le ligure, sans que celui-ci prenne le dessus.

## Langue et culture
Le mouvement culturel corse n'a pas vraiment cherché à imposer une langue unifiée à l'ensemble de l'île. Les linguistes corses parlent de « langue polynomique » ; son enseignement est fondé d'abord sur chaque variété locale puis sur la connaissance passive de l'ensemble des parlers de l'île. On assiste toutefois, depuis quelques années, chez les intellectuels, les créateurs, les professionnels de la communication, à l'émergence d'un « corse élaboré », relativement unifié.
Cette langue présente sur un territoire où la pression démographique est faible, où la volonté de parler français (phénomène que l'on retrouve fréquemment ailleurs) pour mieux « s'intégrer » a créé une cassure linguistique entre les générations de la deuxième moitié du XXe siècle, où l'omniprésence d'une langue autre que le corse n'a jamais été aussi forte et massive qu'aujourd'hui (médias, scolarisation…), où un brassage des populations accru fait que les parents pouvant transmettre leur langue maternelle se font aujourd'hui de plus en plus rares, où enfin l'État français ne prend en compte que partiellement la réalité des langues dites minoritaires, fait que la question de sa survie est clairement posée. Le mouvement nationaliste récent lui a obtenu un statut de langue, enseignée de façon facultative dès l'école primaire.
Du fait que le corse n'ait jamais été écrit sous l'occupation pisane ou génoise, il est remarquable que les toponymes officiels de Corse sont pour la plupart écrits en italien et non en corse. Aux XVe et XVIe siècles, quelques cartographes français se sont risqués à les traduire, mais seuls demeurent L'Île-Rousse et Saint-Florent (en italique apparaissent les noms historiques italiens ou français).
| Nom italien   | Nom corse         | Nom français  |
| ------------- | ----------------- | ------------- |
| Ajaccio       | Aiacciu/Aghjacciu | Ajaccio       |
| Aleria        | Aleria            | Aléria        |
| Bastia        | Bastìa            | Bastia        |
| Bonifacio     | Bunifaziu         | Bonifacio     |
| Calvi         | Calvi             | Calvi         |
| Cervione      | Cervioni          | Cervione      |
| Corte         | Corti             | Corte         |
| Isola Rossa   | Lìsula            | L'Île-Rousse  |
| Porto Vecchio | Portivechju       | Porto-Vecchio |
| Propriano     | Prupià            | Propriano     |
| Rogliano      | Ruglianu          | Rogliano      |
| San Fiorenzo  | San Fiurenzu      | Saint-Florent |
| Sartena       | Sartè             | Sartène       |
| Vico          | Vicu              | Vico          |

## Phonologie
En langue corse, il existe un phénomène de mutation consonantique : certaines consonnes initiales, détaillées ci-après, oscillent entre une « réalisation dure/forte » et une « réalisation douce/faible ». On parle aussi de consonnes « sourdes » et « sonores ». Une mutante sourde est sonorisée si elle est précédée d'une voyelle tonique. Une mutante sonore est assourdie lorsqu'elle se trouve entre deux voyelles, c'est-à-dire en position intervocalique. Doublée, aucune ne mute. Il n'y a pas non plus de mutation après un point, une voyelle accentuée, une consonne ou une pause. Les dialectes du sud possèdent moins de consonnes mutantes que ceux du nord ; seuls « c », « f », « ghj », « s » et « v » mutent.

## Exemple
| Mot       | Traduction                                     | Prononciation standard      | Mot italien |
| --------- | ---------------------------------------------- | --------------------------- | ----------- |
| la terre  | a terra / a tarra                              | a dèrra / a darra / a tarra | la terra    |
| le ciel   | u celu / u celi                                | ou dchélou / ou tchéli      | il cielo    |
| l'eau     | l'acqua                                        | làkoua                      | l'acqua     |
| le feu    | u focu                                         | u vògou                     | il fuoco    |
| l'homme   | l'omu                                          | lòmou                       | l'uomo      |
| la femme  | a donna                                        | a ona a donna               | la donna    |
| manger    | manghjà / magnà                                | màn'dyia mania              | mangiare    |
| boire     | beie / bia                                     | bia                         | bere        |
| grand     | grande / grende / grandi / maiò                | gran'nde / grin'nde / mayò  | grande      |
| petit     | chjucu / pìcculu                               | tioùgou / pic-coùlou        | piccolo     |
| le beurre | u butiru / u butirru / u buttirulu / a grètula | ou oudirou / ou boutir(r)ou | il burro    |
| le jour   | u ghjornu                                      | ou yiornou / ou diornu      | il giorno   |

## Statut juridique

Les autres langues régionales de France.

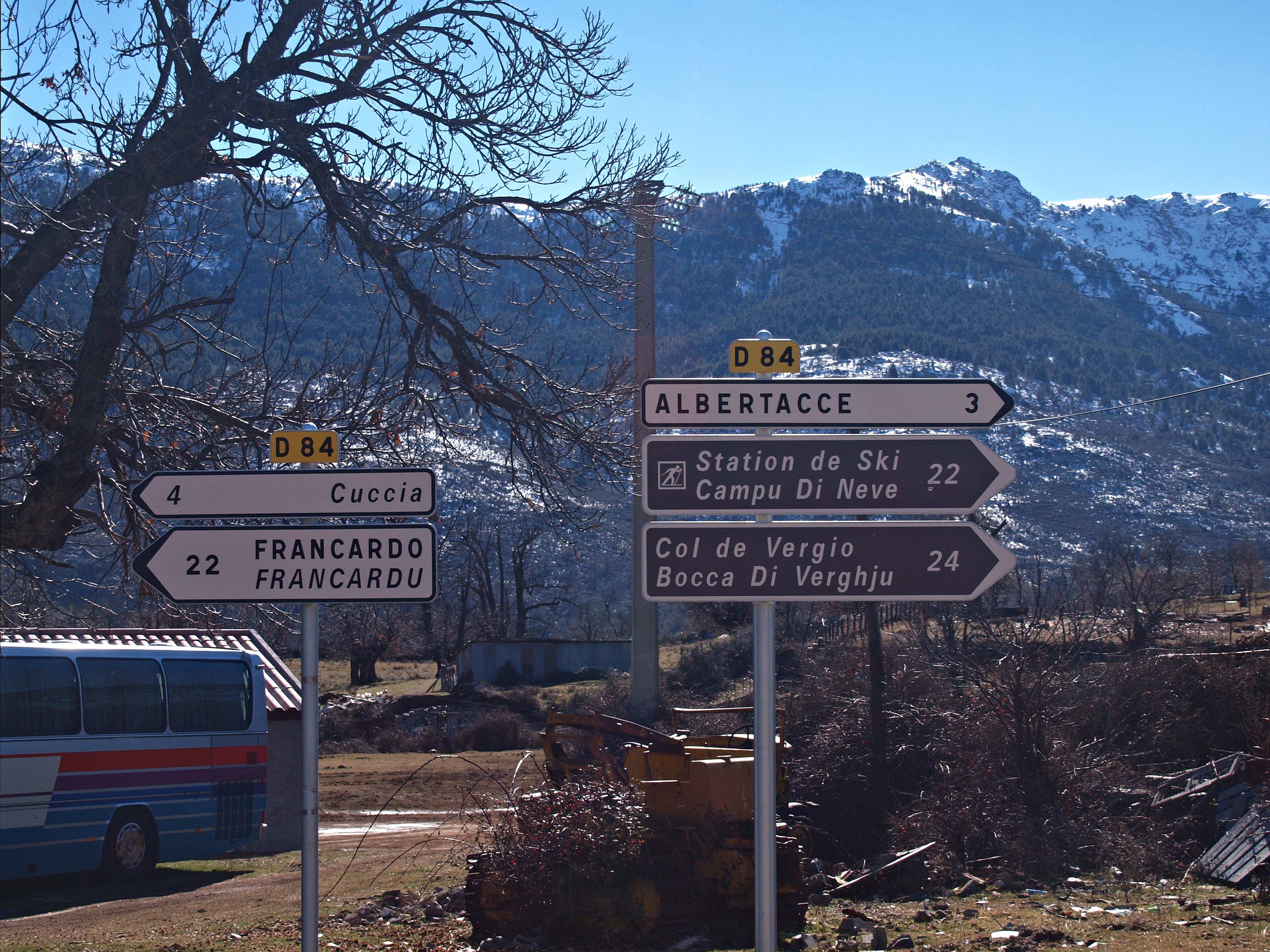
Panneaux de signalisation en corse.

Au sens de la classification établie par l'Unesco, le corse fait partie des langues menacées de disparition avant la fin du siècle.
Le corse est cité parmi les langues régionales de France, dans la liste officielle publiée par le gouvernement français (ministère de la Culture/DGLF). Elle est utilisée dans la signalisation routière en Corse. Toutefois, ce n'est pas une langue officielle en France, seul le français[réf. nécessaire] ayant acquis ce statut en 1992, avec l'ajout d'un premier alinéa à l'article 2 de la constitution de 1958.
Le 17 mai 2013, l'Assemblée de Corse vote une motion qui fait de la langue corse une langue coofficielle, avec le français. Toutefois, il s'agit d'une résolution symbolique, car elle est anticonstitutionnelle.

## Politique linguistique
La politique linguistique de la Collectivité de Corse se heurte de fait à l'absence de reconnaissance officielle du corse. Elle s'appuie sur la planification Lingua 2020 adopté en 2015 par l'Assemblée de Corse.
Alors que la langue constitue « le trait principal d'identification des Corses », la Collectivité de Corse dirigée par l'autonomiste Gilles Simeoni depuis décembre 2015 n'a pas été en mesure d'impulser une dynamique de normalisation linguistique. En juin 2023, le quotidien Corse-Matin déplorait en titre : « la langue corse toujours dans l'attente d'un plan ».